# Lathys truncata
Lathys truncata là một loài nhện trong họ Dictynidae.
Loài này thuộc chi Lathys. Lathys truncata được miêu tả năm 1994 bởi Danilov.